# André Charlot
André Charlot (26 de julio de 1882 – 20 de mayo de 1956) fue un empresario teatral francés conocido principalmente por las exitosas revistas que representó en Londres entre 1912 y 1937. También fue actor de carácter, trabajando en un número elevado de largometrajes.

## Biografía
Su nombre completo era André Eugene Maurice Charlot, y nació en París, Francia. 
Charlot inició su carrera como ayudante de dirección de varios teatros en la capital francesa, entre ellos el Folies Bergère y el Théâtre du Palais-Royal. En 1912 fue a vivir a Londres, Inglaterra, donde fue cogerente del Alhambra Theatre, local en el que empezó a presentar producciones destacadas por su elegancia y simplicidad.
Aunque fue decisivo para dar a Noël Coward su primera gran oportunidad, la primera reunión de Charlot con el escritor fue todo menos exitosa. En 1917 Coward presentó parte de su material al productor, quien no quedó muy convencido. "Toca mal el piano y canta peor," le dijo en tono de queja a Beatrice Lillie, que había presentado a ambos hombres. Sin embargo, al año siguiente adquirió una de las canciones de Coward para Tails Up, y en 1923 representó London Calling!, el primer musical de Coward llevado al público. Incluía el tema "Parisian Pierrot," cantado por Gertrude Lawrence, que fue el primer gran éxito de Coward y una de sus sintonías. Aunque el show fue un éxito, Charlot y Coward no volvieron a colaborar a esa escala.
Andre Charlot's Revue of 1924, protagonizada por Lillie, Lawrence, Jessie Matthews y Jack Buchanan, fue un gran éxito teatral del circuito de Broadway, estando en cartel un total de nueve meses en lugar de las seis semanas previstas, y siendo representada en 298 ocasiones.
Durante la Gran Depresión, la asistencia a los teatros disminuyó abruptamente, y Charlot se vio forzado a declararse temporalmente en bancarrota tras los malos resultados de Wonder Bar en 1930. Ese mismo año colaboró con Alfred Hitchcock, Jack Hulbert, y Paul Murray en la dirección del film Elstree Calling. Tras producir una serie de pequeñas revistas en Londres, se trasladó a Hollywood, donde entre 1942 y 1955 actuó en 50 filmes, habitualmente en pequeños papeles sin créditos. Entre dichos filmes estaban The Constant Nymph, Passage to Marseille, La canción de Bernadette, Lady on a Train, The Dolly Sisters, Julia Misbehaves, That Forsyte Woman, Annie Get Your Gun, Las nieves del Kilimanjaro, y Interrupted Melody.
André Charlot estuvo casado con Florence Gladman, con la que tuvo dos hijos, falleciendo a causa de un cáncer en Woodland Hills (Los Ángeles), California, en 1956.